# Вертер (Північний Рейн-Вестфалія)
Вертер (нім. Werther) — місто в Німеччині, знаходиться в землі Північний Рейн-Вестфалія. Підпорядковується адміністративному округу Детмольд. Входить до складу району Гютерсло.
Площа — 35,31 км2. Населення становить 11 091 ос. (станом на 31 грудня 2020).